# Servicio comunitario

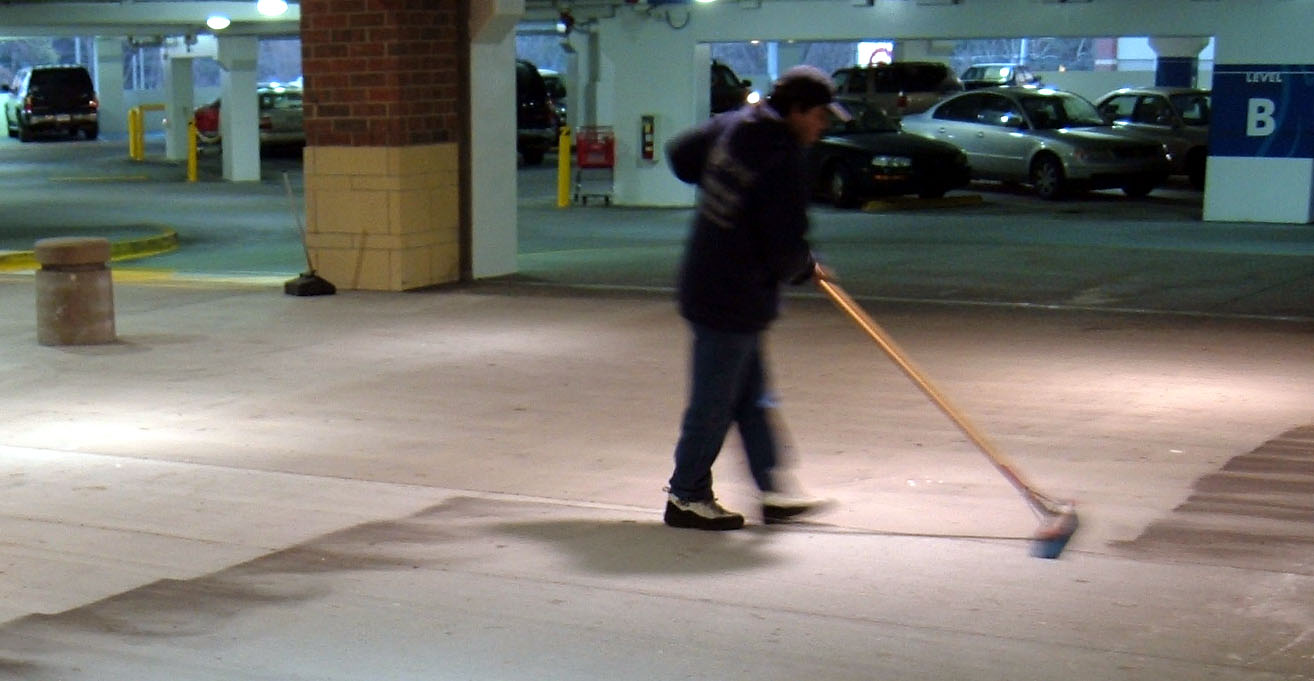
Persona realizando servicio comunitario de limpieza

El servicio comunitario es un conjunto de  servicios donado, o actividad que es hecha por alguien o por un grupo de personas para beneficio del público o sus instituciones.
Los voluntarios pueden dar servicio a la comunidad, sin embargo, no todos los que proporcionan servicio comunitario son vistos o catalogados como voluntarios, ya que algunas personas que proporcionan servicio a la comunidad no lo están haciendo por su propia voluntad, sino que se ven obligados a hacerlo por alguna razón, como ser:
- Como parte de las necesidades de la ciudadanía, en sustitución por ejemplo del servicio militar;
- Por sanciones de justicia penal dictaminada por algún juez, y en muchos casos para evitar una sanción mayor de tipo pecuniario o privativa de libertad;
- Para cumplir los requisitos de un curso, como el caso del llamado aprendizaje en servicio, o para cumplir con ciertos requisitos exigidos para la graduación;
- Por alguna exigencia de una escuela o de una guardería o de una institución deportiva, que a veces requieren de los padres o responsables de quienes allí se inscriben, cierto número de horas de servicio no remunerado.[2][3]

También hay personas que proporcionan servicio comunitario que reciben algún tipo de compensación a cambio de un año de su compromiso al servicio público, como AmeriCorps en Estados Unidos (quienes en este caso son llamados miembros privados de un hombre voluntarios).
La persona que realiza este tipo de servicios no percibe remuneración alguna ni tampoco debe aceptar propinas. Estos trabajos suelen ser ad honorem.

## Ejemplos
- Remodelar el parque.
- Limpiar una residencia.
- Recopilar elementos con fines benéficos o donativos, como ropa, comida, o muebles.
- Involucrarse con Hábitat para la Humanidad.
- Limpiar arcenes de carretera.
- Ayudar a los ancianos en asilos.
- Ayudar a los bomberos o la policía.
- Ayudar en una biblioteca local.
- Realizar una tutoría a niños con dificultades de aprendizaje.
- Limpiar jardines de hogares de ancianos.
- Jugar con los niños y/o supervisarlos o cuidarlos de alguna forma.
- Recoger basura.
- Ayudar a los niños de la calle.
- Hospital
- Cumplir con las necesidades básicas de una comunidad.
- Limpiar los cobertizos, los baños o las letrinas.